# Psaliodes albistriga
Psaliodes albistriga là một loài bướm đêm trong họ Geometridae.